# Thác Dưỡng Khôn
Thác Dưỡng Khôn (chữ Hán: 拓养坤, ? – 1640), xước hiệu là Hạt tử khối hay Tứ đội, người Thanh Giản, Thiểm Tây, thủ lĩnh khởi nghĩa nông dân cuối đời Minh.

## Quá trình hoạt động
Năm Sùng Trinh đầu tiên (1628), ông tham gia nghĩa quân của "Sấm vương" Cao Nghênh Tường.
Tháng 6 năm Sùng Trinh thứ 4 (tháng 7 năm 1631), Vương Gia Dận bị hại, Thác Dưỡng Khôn trở thành thủ lĩnh của một trong 36 doanh nghĩa quân dưới sự chỉ huy của minh chủ "Tử kim lương" Vương Tự Dụng. Tháng 8, cùng bọn "Quá thiên tinh" Huệ Đăng Tướng đánh Trung Bộ , vây thành 2 tháng không hạ được. Bọn Tào Văn Chiếu, Trương Phúc Trăn đưa quan quân đến cứu, nghĩa quân rút lui.Tháng 11, giao chiến với Ninh Vũ tổng binh Tôn Hiển Tổ ở Vạn Tuyền .
Tháng 9 năm thứ 5 (tháng 10 – 11 năm 1632), cùng bọn "Cách lý nhãn" Hạ Nhất Long vượt Ba Sơn, đánh Đông Hương, Thái Bình ; rồi trở vào Thiểm Tây, là một trong 24 cánh nghĩa quân ở đây. Tháng 11 (tháng 12 đến tháng 1 năm 1633), cùng bọn Lý Tự Thành, "Mãn thiên tinh" Chu Thanh, "Tam chích thủ" hoạt động ở một dải Vũ An.
Năm thứ 6 (1633), cùng bọn Trương Hiến Trung, "Sấm tháp thiên" Lưu Quốc Năng chuyển về Nguyên Thị đi Sơn Tây.
Tháng 5 năm thứ 8 (tháng 6 – 7 năm 1635), cùng bọn Huệ Đăng Tướng vây Bình Lương, giao chiến với Hồng Thừa Trù. Tháng 8, cùng bọn "Lão Hồi Hồi" Mã Thủ Ứng, "Tảo địa vương" Trương Nhất Xuyên, "Chỉnh tề vương" tiến ra Hà Nam, đột kích Chu Dương quan , diệt quan quân của thủ tướng Từ Lai Triều.
Tháng 6 năm thứ 9 (tháng 6 – 7 năm 1636) cùng Cao Nghênh Tường và Lưu Quốc Năng ra Vân Dương, Tương Dương. Chưa được lâu, từ Hưng An  vào Hán Trung, đánh Thạch Tuyền, Hán Âm. Tháng 7, chạy đi Hà Tây . Tháng 9, vào Hà Nam, giao chiến với 5 tỉnh quân vụ tổng lý Lư Tượng Thăng, rồi quay về Thiểm Tây. Tháng 10, từ huyện Đường vào đánh Tương Dương. Từ năm thứ 9 trở về trước, nghĩa quân của Thác Dưỡng Khôn phát triển rất nhanh, có câu "Cao Nghênh Tường mạnh nhất, Thác Dưỡng Khôn nhiều nhất", gọi chung là "Sấm – Hạt".
Tháng giêng năm thứ 10 (1637), ông chuyển sang chiến đấu ở Hà Tây. Không lâu sau, cùng bọn Lý Tự Thành, Huệ Đăng Tướng hợp công Kính Dương, Tam Nguyên, giao chiến với quan quân của Tôn Truyện Đình 7 ngày, thất bại nên xin hàng. Tháng 10, theo bọn Lý Tự Thành, Huệ Đăng Tướng vào Thục. Giao chiến với quan quân ở Tứ Xuyên ở Quảng Nguyên, mất hơn ngàn người.
Tháng 9 năm thứ 13 (1640), tử trận ở Hàm Cốc quan .